# Micropteropus pusillus
Micropteropus pusillus је врста слепог миша из породице великих љиљака (Pteropodidae), која насељава делове Западне, Средње и Источне Африке.

## Распрострањење
Врста има станиште у Анголи, Бенину, Буркини Фасо, Габону, Гани, Гвинеји Бисао, ДР Конгу, Екваторијалној Гвинеји, Етиопији, Камеруну, Кенији, Либерији, Малију, Нигерији, Нигеру, Обали Слоноваче, Републици Конго, Руанди, Сенегалу, Сијера Леонеу, Судану, Танзанији, Тогу, Уганди, Централноафричкој Републици и Чаду.

## Станиште
Врста Micropteropus pusillus има станиште на копну.

## Угроженост
Ова врста није угрожена, и наведена је као последња брига јер има широко распрострањење.

### Популациони тренд
Популација ове врсте је стабилна, судећи по доступним подацима.